# Crépol
Crépol är en kommun i departementet Drôme i regionen Auvergne-Rhône-Alpes i sydöstra Frankrike. Kommunen ligger i kantonen Romans-sur-Isère 2e Canton som tillhör arrondissementet Valence. År 2022 hade Crépol 527 invånare.

## Befolkningsutveckling
Antalet invånare i kommunen Crépol
Referens:INSEE